# Chilevisión
 (mai 2023).
 (mai 2023).
Si vous disposez d'ouvrages ou d'articles de référence ou si vous connaissez des sites web de qualité traitant du thème abordé ici, merci de compléter l'article en donnant les références utiles à sa vérifiabilité et en les liant à la section « Notes et références ».
Pour les articles homonymes, voir CHV.
Chilevisión (CHV) est une chaîne de télévision chilienne privée détenue par Paramount Networks Americas (Paramount Global). Elle était auparavant détenue par WarnerMedia.

## Histoire
Chilevisión a été achetée en 2005 par l'homme d'affaires et politicien Sebastián Piñera, deux fois président du Chili.
En avril 2021, ViacomCBS annonce l'acquisition de Chilevision à WarnerMedia.

## Identité visuelle

### Logos

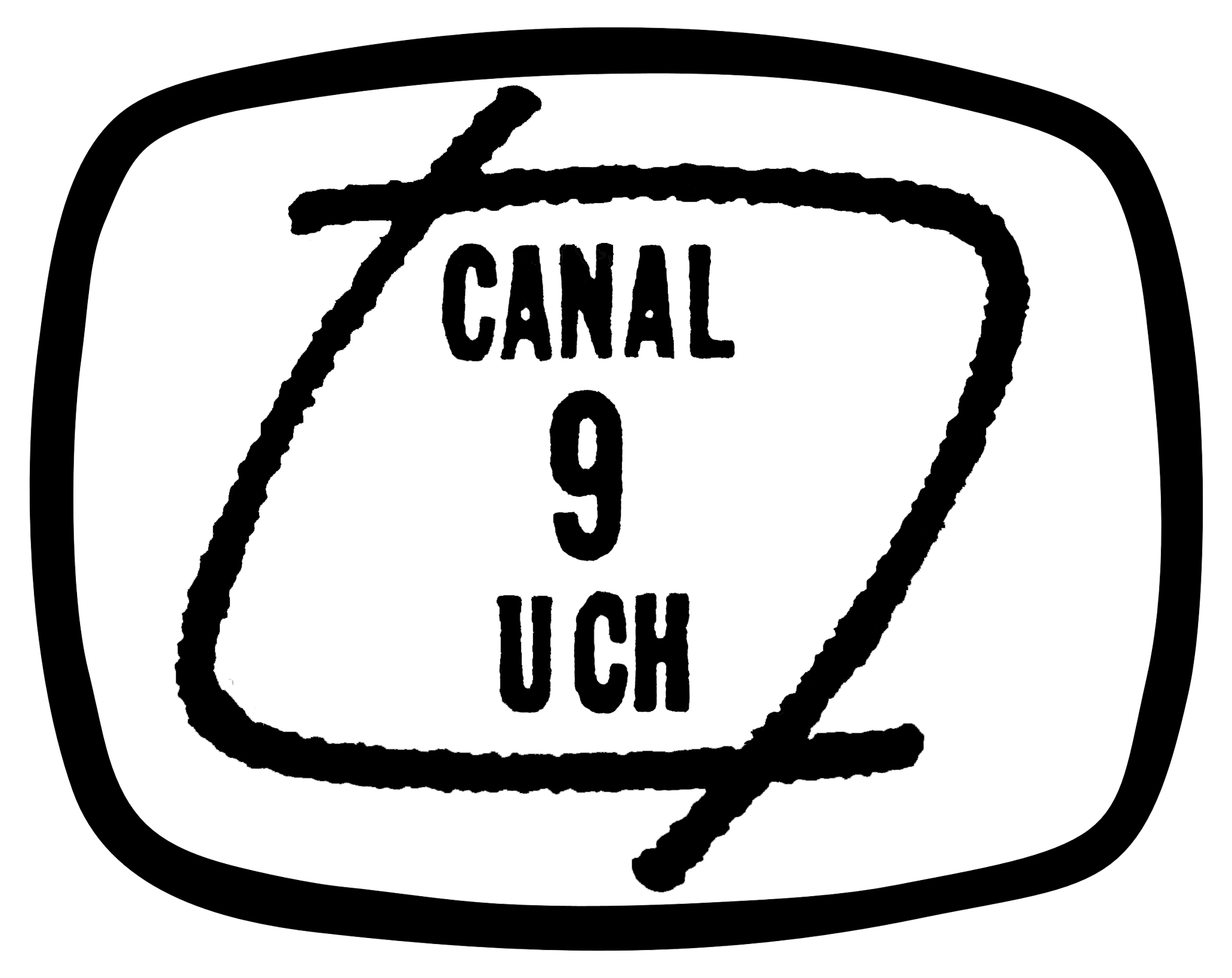
1962–1964
1964–1970
1970–1972
1972–1975
1975–1978
1978–1980
1980–1991
1991–1992
1992–1993
1993–1998
2006–2014
2015–2018
2018–present

## Organisation

### Propriétaire
- Universidad de Chile (1960-1993)
- Venevisión (1993-2000)
- Claxson Interactive Group (2000-2005)
- Sebastián Piñera (2005-2010)
- Turner Broadcasting System Amérique latine (Time Warner) (2010-2018)
- WarnerMedia (AT&T) (2018-2021)
- Paramount Networks Americas (Paramount Global) (2021-présent)

### Directeurs

#### Directeurs exécutifs
| Période     | Directeur/Directrice                  |
| ----------- | ------------------------------------- |
| 1960-1963   | Raúl Aicardi                          |
| 1963-1966   | Helvio Soto                           |
| 1966-1968   | Mario Planet                          |
| 1968-1969   | Octavio Navarrete                     |
| 1969        | Raquel Parot                          |
| 1970        | Jaime Celedón                         |
| 1970-1973   | Carlos Sancho                         |
| 1973-1977   | Sous l'administration de l'Université |
| 1993-2001   | Felipe Pozo                           |
| 2002-2015   | Jaime de Aguirre Hoffa                |
| 2015-2017   | Francisco Mandiola Allamand           |
| Depuis 2017 | Jorge Carey Carvallo                  |

## Programmes

### Actuels
- Chilevisión Noticias (Chilevisión 1996-présent) (journal télévisé), 
  - CHV Noticias Primera Página, présenté par Patricio Ángulo et Fresia Soltof (lundi au vendredi).
  - Contigo CHV Noticias, présenté par Karim Butte et Monserrat Álvarez (lundi au vendredi).
  - CHV Noticias Tarde, présenté par Karina Álvarez et Karim Butte (lundi au vendredi); Matilde Burgos, Fernanda Anabalón, Carolina Vera, Daniella Pierattini et Ítalo Zuñiga (week-ends et vacances).
  - CHV Noticias Central, présenté par Macarena Pizarro et Roberto Cox (lundi au vendredi); Karim Butte, Karina Álvarez et Javier Espinoza (week-ends et vacances).
  - CHV Noticias Noche, présenté par Claudia Pereira (dimanche au jeudi); Hassan Apud, Daniella Pierattini et Ítalo Zuñiga (week-ends et vacances).
- Lo que callamos las mujeres (Chilevisión, 2013-présent) (série).
- Sabingo (Chilevisión, 2015-en production), présentée par Millaray Viera et César Juan Pablo Queraltó.
- Cocineros chilenos (Chilevisión, 2016-en production).
- Zoomate (2017), présenté par Sebastián Jiménez.
- La Divina Comida (2016-2019).
- Chile Wild (2017).
- Enviado especial (Chilevisión, 2017).
- Boing (2018) (enfants).
- Pasapalabra (Chilevisión, 2018-en production), présenté par Julián Elfenbein.
- Contigo en la mañana (Chilevisión, 2019-en production) (matinale), présenté par Monserrat Bustamante et Julio César Rodríguez.
- Viva la pípol (Chilevisión, 2019-en production) (matinale), présenté par Jean Philippe Cretton, Pamela Díaz, Felipe Vidal, Gabriela Hernández et Willy Sabor.
- El cuerpo del deseo (Telemundo, 2005-2006) (telenovela) (2019), avec Andrés García, Lorena Rojas, Mario Cimarro et Martín Karpan.
- Yo soy (Chilevisión, 2019-en production) (télé-crochet), présentée par Millaray Viera.
- Tu vida, tu historia (Chilevisión, 2019-en production) (conversation), présenté par Jean Philippe Cretton et Camila Recabarren.
- Gemelas (Chilevisión, 2019) (telenovela), avec Paloma Moreno, Cristián Arriagada et Eyal Meyer.

Bientôt
- Inspiradores (Chilevisión, 2017), présentée par Macarena Pizarro.
- Tolerancia cero (Chilevisión, 1999-2015, 2017/CNN Chile, 2017) (débat), présenté par Fernando Paulsen, Fernando Villegas, Catalina Parot, Daniel Matamala et Mónica Rincón.

En pause
- En la mira (Chilevisión, 2006-2015) (journalisme d'investigation), présenté par Macarena Pizarro.

### Précédents

#### Finis depuis 2017
- La noche es nuestra (Chilevisión, 2018-2019) (conversation), présenté par Jean Philippe Cretton, Felipe Vidal et Pamela Díaz.
- La mañana de Chilevisión (Chilevisión, 2012-2019) (matinale), présenté par Carolina de Moras et Rafael Araneda.
- Primer plano (PP) (Chilevisión, 1999-2018) (spectacles), présenté par Francisca García-Huidobro et Julio César Rodríguez.
- Historias del alma (Chilevisión, 2018), présentée par Gloria Münchmeyer.
- Sra. Fazilet (Fazilet Hanım ve Kızları) (Star TV, 2017-2018) (série) (2018).
- Alas rotas (Kanatsız Kuşlar) (ATV, 2017-2018) (série) (2018).
- Maldita Moda (Chilevisión, 2015-2018), présentée par Francisca García-Huidobro.
- Fiebre de Viña (Chilevisión, 2011, 2013-2018), présenté par Francisca García-Huidobro et Julio César Rodríguez.
- 59e Festival international de la chanson de Viña del Mar (Chilevisión, 2018), présenté par Rafael Araneda et Carolina de Moras.
- Gala Viña (Chilevisión, 2011-2018), présenté par Francisca García-Huidobro et Julio César Rodríguez.
- Caso Cerrado (Telemundo, 1997-présent) (2015-2018), présenté par Ana Maria Polo. (Avant sur Red Televisión et Mega)
- Alerta Máxima (Chilevisión, 2014-2017) (docu-réalité), avec Carlos Alberto López (2014-2016) et Felipe Vidal (2017).
- La Hermandad (Chilevisión, 2017), présenté par Julio César Rodríguez.
- La Jueza (Le juge) (Chilevisión, 2007-2017) (talk show), présenté par Carmen Gloria Arroyo.
- Chile secreto (2017), présenté par Jorge Baradit.
- Se Busca (Chilevisión, 2017), présenté par Carmen Gloria Arroyo et Andrés Alemparte.
- Aquí está Chile (Chilevisión/CNN Chile, 2017), présenté par Humberto Sichel.
- ADDA: Amar después de amar (Telefe, 2017) (telenovela) (2017).
- Sin senos sí hay paraíso (Telemundo, 2016) (telenovela) (2016-2017).
- Espías del amor (Chilevisión, 2015-2017), présenté par Julio César Rodríguez, Marcelo Arismendi et Andrés Alemparte.
- 58e Festival international de la chanson de Viña del Mar (Chilevisión, 2017), présenté par Rafael Araneda et Carolina de Moras.

#### 2015-2016
- Manos al fuego (Chilevisión, 2013-2016) (téléréalité), présenté par César Antonio Campos.
- Divino Shopping (Chilevisión, 2016).
- Zona Cartoon Network (2016) (enfants).
- Esperanza mía (El Trece, 2015-2016) (telenovela) (2016), avec Lali Espósito et Mariano Martínez.
- SQP (Chilevisión, 2001-2017) (spectacles), présenté par Jennifer Warner (2001-2006), Cristián Pérez (2006-2009), Julio César Rodríguez (2013-2014), Cristián Sánchez (2009-2012, 2014-2015), Andrés Caniulef (2015-2017) et Ignacio Gutiérrez (2012-2013, 2016-2017).
- La doña (Chilevisión, 2011-2012) (telenovela) (2011-2012, 2016), avec Claudia Di Girólamo, Juan Falcón, Ricardo Fernández et Sofía García.
- Minas al poder (Chilevisión, 2016) (stand-up), présentée par Alison Mandel.
- Escuela para maridos (Chilevisión, 2016) (téléréalité), présenté par Julio César Rodríguez et Eva Gómez.
- Velvet  (Antena 3, 2014- en production) (série) (2016).
- Sudamerican Rockers (Chilevisión, 2014) (série) (rediffusions: 2015, 2016).
- Las Hermanitas Calle (2015) (série) (2016).
- Con el agua hasta el cuello (Chilevisión, 2016).
- Pesadilla en la cocina (Chilevisión, 2016) (téléréalité), présenté par Gustavo Maurelli.
- Buscando a María (Chilevisión, 2015) (telenovela), avec Isidora Urrejola et Ricardo Fernández Flores.
- 57e Festival international de la chanson de Viña del Mar (Chilevisión, 2016), présenté par Rafael Araneda et Carolina de Moras.
- Dos hombres y medio (Two and a Half Men) (CBS, 2003-2015) (série) (2015-2016).
- Gilmore Girls (The WB, 2000-2006/The CW, 2006-2007) (série) (2015-2016).
- Cómo conocí a su madre (How I Met Your Mother) (CBS 2005-2014) (série) (2015-2016).
- The Big Bang Theory (CBS 2007- en production) (série) (2015-2016).
- Estado de alerta (Chilevisión, 2015), présenté par Carlos Alberto López.
- Talento chileno (Chilevisión, 2010-2015) (télé-crochet), présenté par Julián Elfenbein (2010), Rafael Araneda (2011-2012) et Eva Gómez (2013-2015), Les juges: Antonio Vodanovic (2010-2015), Francisca García-Huidobro (2010-2012), Rodrigo Díaz (2010-2012), Carolina de Moras (2013-2015) et Bombo Fica (2013-2015).
  - 1e saison (2010):  Camila Silva (chanteuse)
  - 2e saison (2011):  Ignacio Venegas (chanteur)
  - 3e saison (2012):  Susana Sáez (chanteuse)
  - 4e saison (2013):  Carolina Llanos et Felipe Almonacid (danseurs)
  - 5e saison (2014):  Hugo Macaya (chanteur)
  - 6e saison (2015):  Cristofer Mera (chanteur) / Moins des 17:  Samsara (band)
- Usted decide, el castigo justo (Chilevisión, 2015), présentée par Carmen Gloria Arroyo.
- Chile en llamas (Chilevisión, 2015), présenté par Humberto Sichel.
- Consumo cuidado (Chilevisión, 2015), présentée par Lucía López.
- Perros de la calle (Chilevisión, 2015), présenté par Humberto Sichel.
- El bosque de Karadima, la serie (CNTV/Chilevisión, 2015) (série), avec Benjamín Vicuña.
- Guerrilleros (Chilevisión, 2015).
- Sin vergüenza (Chilevisión, 2008-2015) (humour), présenté par Juan Pablo Queraltó et Carolina Mestrovic.
- Tierra de reyes (Telemundo, 2014-2015) (telenovela) (2015), avec Aarón Díaz, Ana Lorena Sánchez, Gonzalo García Vivanco, Kimberly Dos Ramos et Christian de la Campa.
- La fiesta de Chile (Chilevisión, 2015) (concours du danse), présenté par Rafael Araneda, les juges: Andrés Caniulef, Jhendelyn Núñez et Paul Vásquez "Flaco".
- Tormenta de Pasiones (Öyle Bir Geçer Zaman ki) (Kanal D, 2010-2013) (série) (2015).
- 56e Festival international de la chanson de Viña del Mar (Chilevisión, 2015), présenté par Rafael Araneda et Carolina de Moras.
- Pequeños Gigantes (Chilevisión, 2015) (téléréalité), présenté par Carolina de Moras.

#### 2009-2014
- El club de la comedia (Chilevisión, 2007-2014) (humour).
- Infieles (Chilevisión, 2005-2014) (télésérie).
- Eva Luna (Venevisión/Univisión, 2010-2011) (telenovela) (2010-2011, 2014), avec Blanca Soto, Guy Ecker, Vanessa Villela, Julián Gil, Susana Dosamantes et Lupita Ferrer.
- Teatro en Chilevisión (Chilevisión, 2003-2014) (théâtre humoristique), avec Patricio Torres, Álvaro Morales et Rolando Valenzuela.
- Dime que sí (Chilevisión, 2014) (téléréalité), présentée par Carolina de Moras.
- Ha llegado carta (Chilevisión, 2014), présenté par Ignacio Gutiérrez.
- El elegido (Chilevisión, 2014) (humour), présenté par Rafael Araneda, Les juges: Marcela Vacarezza (2014), Pedro Ruminot (2014), Francisca Merino (2014) et Ítalo Passalacqua (2014).
  - 1e saison (2014):  Payahop.
- Le corps du désir (El cuerpo del deseo) (Telemundo, 2005-2006) (telenovela) (2010-2011, 2014), avec Mario Cimarro, Lorena Rojas, Martín Karpán, Vanessa Villela, Erick Elías, Pablo Azar, Diana Osorio, Martha Picanes, Anna Silvetti et Jeanette Lehr.
- Pasión de Gavilanes (Telemundo 2003-2004) (telenovela) (2011, 2013-2014), avec Danna García, Mario Cimarro, Paola Rey, Juan Alfonso Baptista, Michel Brown, Natasha Klauss, Jorge Cao, Kristina Lilley, Juan Pablo Shuk et Lorena Meritano.
- Las dos Carolinas (Chilevisión, 2014) (telenovela), avec Francisca Lewin, Pablo Cerda, Eduardo Paxeco, Ximena Rivas, Héctor Noguera, Juan Falcón et Claudia Di Girólamo.
- Locos por el Mundial ( Coupe du monde de football de 2014) (Chilevisión 2014), présenté par Javiera Contador, Rafael Araneda et Bombo Fica.
- Super estrellas (Chilevisión, 2011, 2014) (talent show), présenté par Eva Gómez (2011) et Javiera Contador (2014), Les Juges: Américo (2011, 2014), Vivi Rodrigues (2011), Jaime Coloma (2011), Angélica Castro (2014) et Rodrigo Díaz (2014).
- Algo está pasando (Chilevisión 2014) (programme féménine), présenté par Amparo Hernández, Emilia Pacheco, Valeria Ortega et Renata Ruiz.
- 55e Festival international de la chanson de Viña del Mar (Chilevisión, 2014), présenté par Rafael Araneda et Carolina de Moras.
- ¡Hazme Reír! (Chilevisión, 2013) (humour), présenté par  Antonio Vodanovic.
- Graduados (Chilevisión: 2013) (telenovela), avec Marcial Tagle, Fernanda Urrejola et Ricardo Fernández.
- Padres lejanos (Chilevisión 2014) (téléréalité), présenté par Francisca García-Huidobro.
- El señor de los cielos (Telemundo/Argos Comunicación/Caracol Televisión 2013) (telenovela) (2014), avec Rafael Amaya, Fernanda Castillo, Ximena Herrera, Gabriel Porras et Carmen Villalobos.
- La Reina del sur (Telemundo/Antena 3 2011) (telenovela) (2013), avec Kate del Castillo, Rafael Amaya, Iván Sánchez, Humberto Zurita, Cristina Urgel, Sara Maldonado et Miguel de Miguel.
- Salta si puedes (Chilevisión, 2013) (concours/téléréalité), présenté par Rafael Araneda et Carolina de Moras.
- Sin senos no hay paraíso (Telemundo 2008 - 2009) (télénovela) (2011, 2013), avec Carmen Villalobos, Catherine Siachoque, Fabián Ríos, María Fernanda Yépez et Aylín Mujica.
- Killer Karaoke (Chilevisión 2013) (concours), présenté par Cristián Sánchez et Sergio Freire.
- Padre de Familia (Family Guy) (FOX 1999-2002, 2005-présent) (série d'animation) (2013), avec les voix originales de Seth MacFarlane, Alex Borstein, Seth Green, Mila Kunis et Mike Henry.
- Baila al Ritmo de un Sueño (Chilevisión: 2013) (concours de danse), présenté par Cristián Sánchez.
- Quiero Un Cambio (Chilevisión 2011, 2013) (téléréalité), présenté par Francisca García-Huidobro.
- LIV Festival international de la chanson de Viña del Mar (Chilevisión, 2013), présenté par Rafael Araneda et Eva Gómez.
- Rosario (Univisión/Venevisión 2013) (telenovela), avec Guy Ecker.
- Corazón valiente (Telemundo, 2012) (telenovela) (2012-2013), avec Adriana Fonseca et José Luis Reséndez.
- La Sexóloga (Chilevisión 2012-2013) (telenovela), avec Isidora Urrejola, Tiago Correa, Álvaro Morales, Claudia Di Girólamo, Héctor Noguera, Liliana Ross et Begoña Basauri.
- Diamantes en bruto (Chilevisión, 2012-2013) (téléréalité), présenté par Jordi Castell.
- Yingo (Chilevisión 2007-2013) (adolescence), présenté par Catalina Palacios (2007-2011), Hotuiti Teao (2007-2009), Mario Velasco (2009-2012), Karol Lucero (2011-2013) et Carolina Mestrovic (2012).
- Psiquicos (Chilevisión, 2012) (téléréalité), présenté par Iván Núñez.
- El Diablo (Telemundo, 2009 - 2010) (telenovela) (2010, 2012), avec Gaby Espino, Jencarlos Canela, Miguel Varoni, Karla Monroig et Jorge Luis Pila.
- El Late con Fabrizio Copano (Chilevisión, 2012) (humour), présenté par Fabrizio Copano et avec la participation de: Alison Mandel, Sergio Freire et Rodrigo Salinas.
- Una maid en Manhattan (Telemundo, 2011 - 2012) (telenovela) (2012), avec Litzy et Eugenio Siller.
- El Talismán (Venevisión, 2012) (telenovela) (2012), avec Blanca Soto et Rafael Novoa.
- Amar de nuevo (Caracol Televisión, 2011) (telenovela) (2012, annulée), avec Paty Garza et Eduardo Rodríguez.
- Fiebre de Baile  (Fièvre de la danse) (Chilevisión 2009-2012) (reality show), présenté par Julián Elfenbein (2009 - 2010), Rafael Araneda (2011) et Cristián Sánchez (2012).
- Corazón apasionado (Venevisión 2011 - 2012) (telenovela) (2011-2012), avec Marlene Favela, Guy Ecker, Susana Dosamantes.
- Gordis (Chilevisión 2012) (telenovela), avec Karla Vásquez.
- Aurora (Telemundo, 2010 - 2011) (telenovela) (2012), avec Sara Maldonado, Eugenio Siller, Jorge Luis Pila, Lisette Morelos et Aylín Mujica.
- PDI Brigada policial (2010 - 2011) (docu-réalité).
- Cesante (Chilevisión, 2011) (télésérie).
- Gente como tú (Gens comme vous) (Chilevisión, 2006 - 2012) (matinale), présenté par Marcela Vacarezza (2006 - 2008), Leo Caprile (2006 - 2011), Julián Elfenbein (2007 - 2010), María Luisa Godoy (2009 - 2011), Jordi Castell (2012) et Carmen Gloria Arroyo (2012).
- El rostro de Analía (Telemundo 2008 - 2009) (télénovela) (2009 - 2010, 2011), avec Elizabeth Gutiérrez, Martín Karpan, Gabriel Porras et Maritza Rodríguez.
- PP Viña (Chilevisión, 2012) (show-biz), présenté par Francisca García-Huidobro.
- LIII Festival international de la chanson de Viña del Mar (Chilevisión, 2012), présenté par Rafael Araneda et Eva Gómez.
- El fantasma de Elena (Telemundo 2010) (telenovela) (2011-2012), avec Elizabeth Gutiérrez, Segundo Cernadas et Ana Layevska.
- 7 días (7 jours) (Chilevisión 2006 - 2011) (infotainment), présenté par Christian Barreau (2006-2011), Mónica Sanhueza (2006-2011), Marcelo Arismendi (2011) et Tania Aguilar (2011).
- Marina (Telemundo 2007) (telenovela) (2011), avec Sandra Echeverría, Mauricio Ochmann, Manolo Cardona, Aylín Mujica, Humberto Zurita, Ilean Almaguer, Alfonso Dosal et Susana Dosamantes.
- Vampiras (Chilevisión 2011) (telenovela) (2011), avec Carla Jara, Karol Lucero, Laura Prieto, Jaime Artus, Faloon Larraguibel, Rodrigo Aviles, Lucila Vit, Gianella Marengo, Mónica Ferrada et Camilo Huerta.
- Doña Bárbara (Telemundo 2008 - 2009) (telenovela) (2009 - 2010, 2011), avec Edith González, Christian Meier, Génesis Rodríguez, Katie Barberi et Arap Bethke.
- Infiltradas (Infiltrés) (Chilevisión 2011) (telenovela) (2011), avec Katty Kowaleczko, Álvaro Morales, Felipe Braun, Ignacia Allamand, Tiago Correa et Mayte Rodríguez Arregui.
- LII Festival international de la chanson de Viña del Mar (Chilevisión, 2011), présenté par Rafael Araneda et Eva Gómez.
- El diario de Eva (Chilevisión 2003-2010) (talk show), présenté par Eva Gómez.
- Perro amor (Telemundo 2010) (telenovela) (2010 - 2011), avec Carlos Ponce, Ana Lucía Domínguez et Maritza Rodríguez.
- Bajo sospecha (2008 - 2010) (docu-reality)
- El juego de la Biroka (Chilevisión 2006 - 2010) (call TV), présenté par Luna Albagli.
- Don Diablo (Chilevisión 2010) (telenovela), avec Felipe Armas, Karol Lucero, Carolina Mestrovic, Catalina Palacios, Iván Cabrera, Rodrigo Avilés, Yamna Lobos et Mariuxi Domínguez.
- El clon (Telemundo 2010) (telenovela) (2010), avec Sandra Echeverría, Mauricio Ochmann, Juan Pablo Raba (en) et Roberto Moll.
- Manuel Rodríguez (Chilevisión 2010) (telenovela), avec Ricardo Fernández.
- Mujeres de lujo (Femmes de luxe) (Chilevisión 2010) (telenovela), avec Fernanda Urrejola, Álvaro Morales, Pablo Macaya, Ignacia Allamand y Héctor Noguera.
- Combate estelar (Étoile de la bataille) (Chilevisión 2010) (jeu télévisé), présenté par Cristián Sánchez.
- Vuélveme a querer (TV Azteca 2009) (telenovela) (2009 - 2010), avec Mariana Torres, Jorge Alberti et Cecilia Ponce.
- Policias en acción (Chilevisión 2008 - 2009) (docu-reality)
- Sin anestesia (Sans anesthésie) (Chilevisión 2009) (telenovela), avec Ángela Prieto, Néstor Cantillana, Paulo Brunetti, Héctor Noguera, Antonia Zegers, Magdalena Max-Neef, Alejandra Herrera et Willy Semler.
- Estos niños son imbatibles (Ces enfants sont imbattables) (Chilevisión 2009) (jeu télévisé), présenté par Eva Gómez.
- Mi vida eres tú (Venevisión 2006) (telenovela) (2009), avec Scarlet Ortiz, Jorge Aravena, Mauricio Aspe, Roberto Palazuelos, Paola Toyos, Julieta Rosen, Sebastián Ligarde, Héctor Soberón, Fernando Carrera et Leonardo Daniel.

#### 2003-2008
- Acorralada (Venevisión 2007) (telenovela) (2008 - 2009), avec Alejandra Lazcano, David Zepeda, Mariana Torres, William Levy et Frances Ondiviela.
- Ana y los 7 (Ana et les 7) (Chilevisión 2008) (série), avec Alejandra Herrera, Felipe Castro et Francisca García-Huidobro.
- Detrás de la pantalla (Chilevisión 2008) (spectacles).
- Mala conducta (Chilevisión 2008) (telenovela), avec Ignacia Allamand, Tiago Correa, Willy Semler, Magdalena Max-Neef et Rodrigo Bastidas.
- Allá tú (Chilevisión 2007) (jeu télévisé), présenté par Julián Elfenbein.
- Vivre avec 10 (Vivir con 10) (Chilevisión, 2007) (telenovela), avec María José Prieto, Tiago Correa, Ignacia Allamand, José Palma et Malucha Pinto.
- Invasión (Chilevisión 2005 - 2007) (adolescence), présenté par Matías Vega et Isabel Fernández.
- Tierra de pasiones (Telemundo 2006) (telenovela) (2006 - 2007), avec Gabriela Spanic, Saúl Lisazo, Catherine Siachoque, Geraldine Bazán, Héctor Suárez, Ricardo Chávez, Carolina Lizarazo, Elluz Peraza, Francisco Gattorno, Bernie Paz, Ariel López Padilla et Arap Bethke.
- La tormenta (Telemundo 2005 - 2006) (2005 - 2006, 2010), avec Natalia Streignard et Christian Meier.
- Duro de domar (Chilevisión 2006) (divertissement), présenté par Marco Silva.
- Amarte así (Frijolito) (Telemundo, 2005) (telenovela) (2005 - 2006), avec Litzy, Mauricio Ochmann, Alejandro Felipe, Carla Peterson, Roberto Mateos, Jorge Suárez, Édgar Vivar, Liliana Rodríguez, Leonardo Suárez, Isamar González, Mariana Beyer et Marita Ballesteros.
- Ana y los 7 (Ana et les 7) (Televisión Española 2002 - 2005) (série) (2004 - 2007), avec Ana Obregón.
- Anita, no te rajes (Telemundo 2004) (telenovela) (2004), avec Ivonne Montero, Jorge Enrique Abello, Natalia Streignard, Elluz Peraza et Jeanette Lehr.
- Tigritos (Chilevisión 2004 - 2007) (enfants), présenté par Jessica Abudinen.
- Maldito amor (Chilevisión 2003 - 2005) (presse people), présenté par Jordi Castell.
- Estrambótica Anastasia (RCTV 2004) (telenovela) (2005), avec Norkys Batista, Juan Pablo Raba (en), Dad Dager, Saul Marin, Hilda Abrahamz, Flavio Caballero, Dora Mazzone, Manuel Salazar, Kiara et Luciano D'Alessandro.
- Ladrón de corazones (Telemundo 2003) (telenovela) (2003), avec Manolo Cardona et Lorena Rojas.
- Mi gorda bella (RCTV 2002) (telenovela) (2002 - 2003), avec Natalia Streignard, Juan Pablo Raba (en) et Norkys Batista.

#### 1986-2002
- Juana la virgen (RCTV 2002) (telenovela) (2002), avec Daniela Alvarado, Ricardo Alamo et Roxana Díaz.
- Tremendo choque (Chilevisión 2001 - 2002) (adolescence), présenté par Javier Olivares.
- El club de los tigritos (Chilevisión 1994 - 2002) (enfants), présenté par Carolina Gutiérrez, et puis par Jessica Abudinen.
- Extra Jóvenes (RTU 1986 - 1993 / Chilevisión 1993 - 2001) (adolescence), présenté dans son histoire par Katherine Salosny, Felipe Camiroaga, Claudia Conserva, Hernán Hevia, Verónica Calabi, Daniel Fuenzalida, Jessica Abudinen, Paloma Aliaga, Daniel Valenzuela, Martín Cárcamo et Rayen Araya.
- Un deseo en las estrellas (Star in My Heart) (MBC, 1997) (série) (2001), avec Choi Jin-sil, Ahn Jae-wook et Cha In-pyo.

#### 1969
- Concours Eurovision de la chanson 1969 (UER/TVE, Madrid 1969), présenté par Laurita Valenzuela.